# Municipio de Hamilton (Dakota del Norte)
El municipio de Hamilton (en inglés: Hamilton Township) es un municipio ubicado en el condado de Pembina en el estado estadounidense de Dakota del Norte. En el año 2010 tenía una población de 42 habitantes y una densidad poblacional de 0,36 personas por km².

## Geografía
El municipio de Hamilton se encuentra ubicado en las coordenadas 48°46′18″N 97°29′29″O / 48.77167, -97.49139. Según la Oficina del Censo de los Estados Unidos, el municipio tiene una superficie total de 115.64 km², de la cual 115,64 km² corresponden a tierra firme y (0 %) 0 km² es agua.

## Demografía
Según el censo de 2010, había 42 personas residiendo en el municipio de Hamilton. La densidad de población era de 0,36 hab./km². De los 42 habitantes, el municipio de Hamilton estaba compuesto por el 97,62 % blancos, el 2,38 % eran de otras razas. Del total de la población el 2,38 % eran hispanos o latinos de cualquier raza.